# غلين كولكوهون
غلين كولكوهون (بالإنجليزية: Glenn Colquhoun)‏ هو طبيب وشاعر نيوزيلندي، ولد في 1964.